# Carmen Reinhart
Carmen M. Reinhart (La Habana, 1955), nacida Carmen Castellanos, es una economista estadounidense de origen cubano.

## Biografía
Sus padres emigraron a Estados Unidos en 1966; la familia vivió inicialmente en Pasadena (California) y luego se estableció en el área metropolitana del Sur de la Florida.

### Estudios
Obtuvo la licenciatura en Economía en 1975, en la Universidad Internacional de Florida. A partir de 1978 realizó estudios de posgrado en la Universidad de Columbia, donde conoció a su esposo Vincent R. Reinhart, con quien tiene un hijo. Desde 1982 trabajó en Bear Stearns y en 1988, obtuvo el doctorado en Columbia, bajo la supervisión de Robert Mundell.

### FMI
Trabajó luego en el departamento de investigaciones del Fondo Monetario Internacional (FMI) y luego como profesora en la Universidad de Maryland y la Universidad de Harvard, para luego volver al FMI entre 2001 y 2003.

### Investigación académica
Ha sido durante varios años profesora de Economía y directora del Centro para la Economía Internacional de la Universidad de Maryland e investigadora del National Bureau of Economic Research. Es la "Dennis Weatherstone Senior Fellow" del Instituto Peterson. También es miembro de varias organizaciones y comités, incluyendo el Consejo de Relaciones Exteriores.
Ha publicado numerosos artículos, sobre todo en la American Economic Review, Journal of Political Economy y Quarterly Journal of Economics. Sus temas favoritos son los flujos internacionales de capital, inflación, tipos de cambio y en especial, las crisis bancarias y financieras.
Su más conocido trabajo fue presentado conjuntamente con el economista en jefe del FMI, Kenneth Rogoff, en la convención anual de 2008 de la American Economic Association (AEA), "Is the 2007 U.S. Sub-Prime Financial Crisis So Different? An International Historical Comparison". Se trata de una investigación basada en series estadísticas históricas de 14 crisis anteriores, entre ellas la Gran Depresión, que demostraron que la crisis económica recientemente desatada, seguía el mismo modelo de las crisis anteriores.
Carmen Reihart y Kenneth Rogoff consideraron que la crisis se extendería por lo menos hasta 2010, que la tasa de desempleo alcanzará el 11% en Estados Unidos antes de disminuir y, además, que la crisis inmobiliaria estadounidense —Crisis de las hipotecas subprime— tardaría al menos cinco años en revertirse.

### Reinhart & Rogoff versus Herndon: Crecimiento en tiempos de Deuda
Reinhart y Rogoff han sostenido posteriormente que la deuda pública aumentó exageradamente debido principalmente a una disminución significativa del flujo de efectivo de impuestos y que los principales proyectos emprendidos por los gobiernos para combatir los efectos de la depresión no son suficientes para aliviar y reducir su gravedad.
En 2013, Thomas Herndon, un estudiante de doctorado de la Universidad de Massachusetts, con el apoyo de dos profesores de dicha universidad, Michael Ash y Robert Pollin, pusieron en evidencia que los cálculos de Carmen Reihaart y Kenneth Rogoffen en el estudio "Growth in a Time of Debt" (2010), sobre la correlación inversa entre deuda y crecimiento, sobre el que se basan muchas políticas de austeridad, son erróneos.

### Quita o condonación de la deuda europea y de la deuda española
Reinhart, manifestó en noviembre de 2013 que una quita de deuda es la forma más efectiva para que España salga de la crisis, hacer ajustes sin reestructurar la deuda sólo prolonga la agonía. Para Reinhart el mayor problema de la economía española en 2013 es la unión de las dos grandes deudas, la pública que limita la inversión estatal y la privada que ahoga el crédito bancario. Pero el principal es que el país acreedor —Alemania— tiene demasiado poder dentro de Europa y si aceptara la quita obligaría al Gobierno alemán a salvar su sistema bancario.
En el artículo publicado en diciembre de 2013 por el FMI, Financial and Sovereign Debt Crises: Some Lessons Learned and Those Forgotten, redactado por Reinhart junto a Kenneth S. Rogoff, se plantean medidas radicales para acabar con la crisis de la deuda: entre ellas condonación de la deuda externa, controles de capital, confiscación de depósitos —corralito—, creación de inflación y represión financiera, ya que las medidas aplicadas en la crisis del euro —austeridad económica, la tolerancia y el crecimiento económico— han sido ineficaces.
En el caso de España las cláusulas de acción colectiva corroborarían las medidas radicales de las que habla el FMI. Las cláusulas de acción colectiva son aplicables a todos los instrumentos de Deuda Pública del Reino de España emitidos por primera vez en una fecha posterior al 1 de enero de 2013 y con una vida residual de más de un año. Afectarían, por tanto, a todos los nuevos Bonos y Obligaciones del Estado y a todas las notas a medio plazo aunque no se aplicarán a las Letras del Tesoro.

## Principales trabajos
- Con Mohsin S. Khan:
- 1989 Private investment and economic growth in developing countries. International Monetary Fund.
- 1995 Capital flows in the APEC region. International Monetary Fund.

- Con Morris Goldstein y Graciela Laura Kaminsky:
- 2000: Assessing Financial Vulnerability: An Early Warning System for Emerging Markets. Institute for International Economics.

- Con Richard M. Levich y Giovanni Majnoni:
- 2002: Ratings, rating agencies and the global financial system. Kluwer Academmic Publishers.

- Con Kenneth Rogoff:
- 2008: "Is the 2007 U.S. Sub-Prime Financial Crisis So Different? An International Historical Comparison"; NBER Working Paper Nº 13761. 'American Economic Review 98 (2): 339-344.
- 2008: "The Aftermath of Financial Crises"¸ NBER Working Paper Nº 14656. 2008
- 2009: This Time is Different: Eight Centuries of Financial Folly, Princeton University Press.
- 2010: Growth in a Time of Debt, Carmen M. Reinhaart & Kenneth Rogoff, National Bureau of Economic Research, January[5]
- 2011: A Decade of Debt. Policy Analyses in International Economics 95. Peterson Institute. ISBN 978-0-88132-622-2

## Premios
- Premio Rey Juan Carlos I de Economía (2018) por su contribución «a mejorar la comprensión de los determinantes y los efectos de los flujos internacionales de capital y las crisis financieras».[12]